# Women's Sunday
Pour les articles homonymes, voir Sunday.
Le dimanche des femmes (Women's Sunday) est une marche et un rassemblement de suffragettes organisés à Londres le 21 juin 1908. Organisée par le Women's Social and Political Union (WSPU) d'Emmeline Pankhurst pour persuader le gouvernement libéral (en) de soutenir le droit de vote des femmes, on pense qu'il s'agit de la plus grande manifestation qui ait eu lieu à l'époque au Royaume-Uni.
Jusqu'à un demi-million de femmes et d'hommes de tout le pays ont assisté à l'événement, tandis que 30 000 femmes ont défilé jusqu'à Hyde Park en sept processions portant 700 banderoles, dont une qui disait "Pas de la chevalerie mais de la justice".

## Cortèges
L'événement est organisé par Emmeline Pethick-Lawrence, la trésorière de la WSPU, et a présenté les couleurs de la WSPU - violet, blanc et vert - pour la première fois en public. Il est demandé aux femmes de porter des robes blanches et, avant l'événement, les magasins ont offert des présentoirs de vêtements aux participants. Le Daily Chronicle a noté: « Les robes blanches seront proéminentes dans les fenêtres avec une offre abondante d'accessoires vestimentaires en violet et vert ». Au cours des deux jours précédant l'événement, plus de 10 000 foulards aux couleurs ont été vendus, à deux shillings et onze pence chacun. Les hommes portaient des cravates aux couleurs.

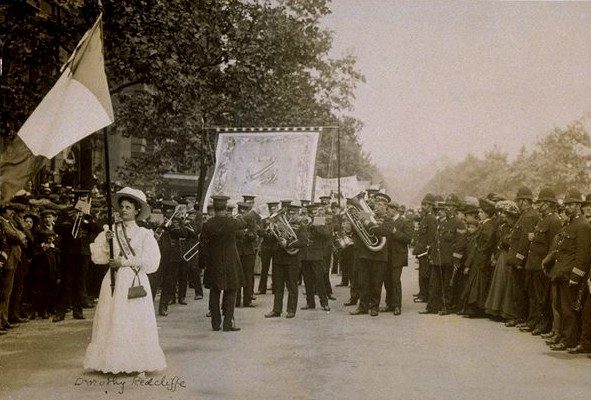
Dorothy Radcliffe brandissant un drapeau violet, blanc et vert devant l'un des sept groupes.

Les stewards ont rencontré les participants dans les gares à leur arrivée à Londres dans des trains spéciaux en provenance de tout le Royaume-Uni. Environ 30 000 femmes ont marché jusqu'à Hyde Park en sept processions, chacune étant dirigée par une maréchale en chef, qui à son tour a dirigé des maréchaux de groupe, des capitaines et des maréchaux de bannière. Emmeline Pankhurst, vêtue de pourpre et accompagnée d'Elizabeth Wolstenholme, a conduit un cortège depuis Euston Road (en). A Paddington, Annie Kenney a dirigé des femmes du Pays de Galles, des Midlands et de l'ouest de l'Angleterre. Christabel Pankhurst et Emmeline Pethick-Lawrence ont mené une procession depuis le Victoria Embankment. Cinq mille personnes ont défilé depuis Kensington, accompagnées de cinq fanfares.
Les autres participants comprennent Sylvia Pankhurst, Maud Pember Reeves, Mary Gawthorpe, Ethel Snowden (en), James Keir Hardie, Louie Cullen, Hanna Sheehy-Skeffington, George Bernard Shaw, H. G. Wells, Thomas Hardy et Israel Zangwill  ,. On a dit qu'il y avait 300 000 spectateurs témoins des 700 suffragettes avec leurs bannières brodées. Le Daily Chronicle a déclaré que « Jamais, une foule aussi vaste ne s'est réunie à Londres pour assister à un défilé des forces politiques ». Alors que le Evening Standard disait « Du début à la fin, ce fut une grande rencontre, audacieusement conçue, magnifiquement mise en scène et menée avec succès. Hyde Park n'a probablement jamais vu une plus grande foule de gens ».

## Ouvrages cités
- Diane Atkinson, Rise Up Women!: The Remarkable Lives of the Suffragettes, London, Bloomsbury Publishing, 2018
- Sandra Stanley Holten, Feminism and Democracy: Women's Suffrage and Reform Politics in Britain, 1900–1918, Cambridge, Cambridge University Press, 2003 (1re éd. 1986)
- Lisa Tickner, The Spectacle of Women: Imagery of the Suffrage Campaign 1907–14, Chicago, University of Chicago Press, 1988